# Куббель Арвід Іванович
Арві́д Іва́нович Ку́ббель (рос. Арвид Иванович Куббель; 12 листопада 1889, Петербург — 11 січня 1938, розстріляний, похований у Ленінграді) — російський і радянський шахіст і шаховий композитор. Опублікував близько 500 творів, переважно 3-ходівок чеської школи. Отримав низку нагород на конкурсах. Брат шахових композиторів Леоніда та Євгена Куббелів.

## Життєпис
Народився 1889 року в Петербурзі. Батько — Іван Іванович Куббель, цеховий майстер, латиш за національністю. Мати — Амалія Петрівна Бауман, домогосподарка. У сім'ї любили шахи, тому вже в дитинстві впевнено змагався за шахівницею проти батька та братів.
19 липня 1903 року «St. Petersburger Zeitung» надрукувала першу задачу Леоніда Куббеля. На той час шахові задачі вже складали всі троє братів. 1905 року сім'я переїхала до Риги, де хлопці беруть участь у конкурсах розв'язування задач і самі надсилають свої композиції.
1906 року помер батько. Мати з дітьми повертається до Петербурга. Серед місцевих видань друкувався насамперед у «St. Petersburger Herold». Редактор його шахового відділу Ц. Купфер не міг надати кваліфіковану допомогу братам Куббелям, які надсилали величезну кількість композицій. Серію задач він надіслав на рецензію шаховому композиторові Миколі Максимову. Той відповів, що творчість братів йому добре відома і він міг би вказати на окремі недоліки їхніх творів, однак загалом композитори творять дуже грамотно і є вже сформованими майстрами. На той час Арвідові було 16 років, а Леонідові — 14. Братів друкують «Столичная почта», «Петербургская газета», «Слово», «Одесские новости», «Deutsche Schachzeitung», «Rigasche Zeitung», «Düna-Zeitung».
Разом з Леонідом багато уваги почав приділяти практичній грі, 1911 року отримав звання майстра, перемігши в турнірі Прибалтійського шахового союзу. Учасник Всеросійської олімпіади 1920 року (5-7-те місця), другого та четвертого чемпіонатів СРСР, а також першостей Ленінграда 1924, 1925 (5-те місце) і 1928 років.
З 1921 до 1931 рік Арвід і Леонід ведуть відділ композиції в ленінградському часописі «Шахматный листок». Працював бухгалтером спорттовариства «Спартак». Мешкав за адресою: Ленінград, Васильєвський острів, 10-та лінія, б. 39, кв. 28. Заарештований 21 листопада 1937 року. 3 січня 1938 засуджений до найвищої міри покарання. Розстріляний 11 січня 1938 року, похований у Ленінграді.